# Deira, Dubai
Deira (en árabe : ديرة) es un área en la ciudad de Dubái, Emiratos Árabes Unidos que limita con el Golfo Pérsico, Sharjah y Dubai Creek .
Históricamente, Deira ha sido el centro comercial de Dubái, pero ha ido perdiendo su importancia durante los últimos años debido al reciente[¿cuándo?] desarrollo a lo largo de la carretera E 11 (Sheikh Zayed Road) y áreas más abajo de la costa hacia Abu Dhabi .[cita requerida] Port Saeed es un pequeño puerto a lo largo de la costa de Deira de Dubai Creek. Port Saeed alberga algunos de los cruceros en dhow y pequeños barcos de transporte en Dubái.
Deira se ha desarrollado mucho desde sus primeros días con el desarrollo de vías de metro tanto aéreas como subterráneas, surgiendo una serie de centros comerciales (por ejemplo, el centro comercial City Centre Deira Shopping Mall, Nesto Hypermarket Burj Nahar Mall ), y modernos edificios y torres actualmente[¿cuándo?] en construcción dentro del área. El aeropuerto de Dubái también se encuentra aquí.